# Witold Rowicki
Witold Rowicki (Taganrog, 26 de febrero de 1914-Varsovia, 1 de octubre de 1989) fue un músico y director de orquesta polaco.

## Biografía
Witold Rowicki estudió violín y composición en el Conservatorio de Cracovia. Debutó como director titular de la Orquesta Filarmónica Nacional de Varsovia en 1933. Durante la Segunda Guerra Mundial, entre 1942 y 1944, vivió en Cracovia, donde trabajó la dirección de orquesta en privado con Rudolf Hindemith, el hermano del célebre compositor Paul Hindemith y teoría y composición con el gran musicólogo Zdzisław Jachimecki. Pero hasta el final de la guerra, continuó su carrera de violinista. Participó en la liberación de Polonia, en la fundación de la Orquesta de la Radio de Katowice y después en la de la Philharmonie de Varsovia, llamada después Philharmonie Nacional. Gracias a él, esta última estuvo considerada como una de las diez mejores orquestas del mundo. Fue el director musical entre 1958 y 1977 y efectuó con ella varias giras por Europa, Asia y las 
Américas. 
Su reputación sobrepasó las fronteras de su país y fue nombrado director de la bávara Orquesta Sinfónica de Bamberg (1982-1985). Rowicki ha dejado una excelente integral de las sinfonías de Antonín Dvořák, para la marca Philips y de los testimonios de su compromiso a favor de la música contemporánea polaca (Szymanowski y Lutoslawski sobre todo). Grabó más de un centenar de discos (Chopin, Mendelssohn, Moniuszko, Rimski-Kórsakov, Ravel). Fue también compositor.

## Discografía seleccionada
- Todas las Sinfonías de Antonín Dvořák,[2]
- Obras de Wojciech Kilar[3]
- Violín Concierto de Mieczysław Karłowicz[4]
- Obras de Karol Szymanowski.[5]
- Schumann y Prokófiev piano conciertos con Sviatoslav Richter, Mozart piano conciertos con Ingrid Haebler[6]

## Galería

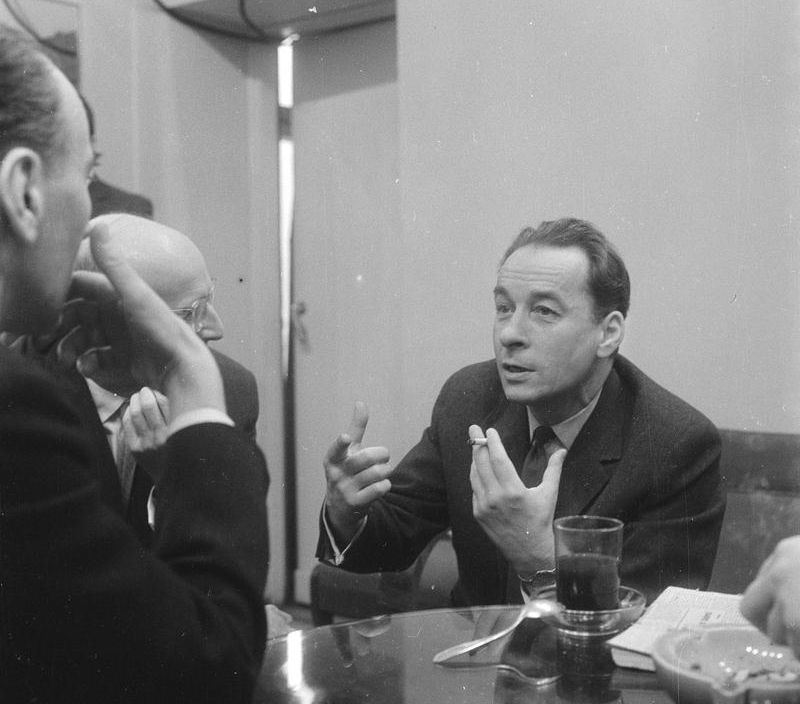
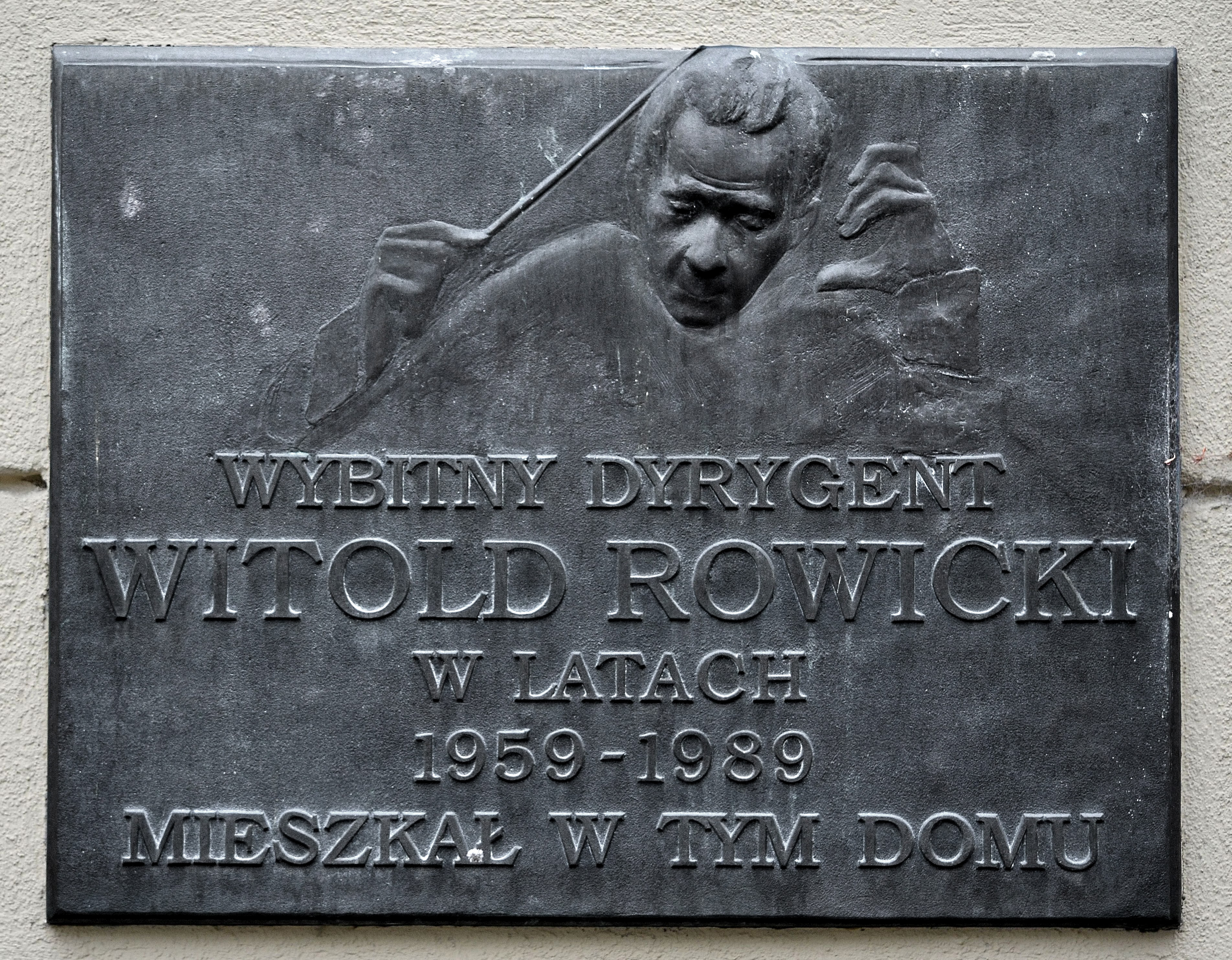
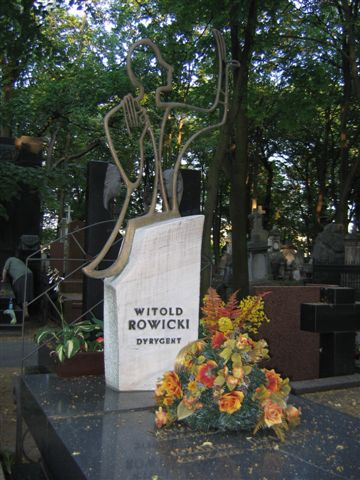